# Бельковский район
Бельковский район — территориально-административная единица Московской области РСФСР c 1935 года по 1937 год и Рязанской области РСФСР c 1937 года по 1959 год.

## История
Бельковский район был образован в 21 февраля 1935 года в составе Московской области с центром в д. Бельково.
В состав района вошли следующие сельсоветы:
- из Касимовского района: Анемнясевский, Баженовский, Белясевский, Вырковский, Гиблицкий, Дубровский, Забелинский, Ибердусский, Китовский, Клетинский, Княжевский, Кочемарский, Мимишкинский, Озерский, Петрушевский, Погостинский, Полухтинский, Сентульский, Степановский, Тимохинский
- из Тумского района: Акуловский, Алексеевский, Викуловский, Волчковский, Гавринский, Голышевский, Колесниковский, Ломакинский, Норинский, Ужищевский, Чарусский.

10 сентября 1936 года в состав Бельковского района из Меленковского района Ивановской области были переданы Чаурсий с/с и селение Гусь-Железный, которое при этом образовало самостоятельный Гусевский с/с.
После разделения в 1937 году Московской области на Тульскую, Рязанскую и Московскую области район вошёл в состав Рязанской области.
В 1940 году районным центром стало село Гусь-Железный. В состав района входило 33 сельсовета:
Акуловский, Алексеевский, Анемнясевский, Баженовский, Белясевский, Викуловский, Волчковский, Вырковский, Гавринский, Гиблицкий, Голышевский, Гусевский, Д. Китовский, Дубровский, Забелинский, Иберудусский, Клетинский, Княжевский, Колесниковский, Кочемарский, Ломакинский, Мимишкинский, Норинский, Озерский, Петрушовский, Погостинский, Полухтинский, Степановский, Тимохинский, Ужищевский, Урядинский, Чарусский, Чаурский.
В 1957 году в состав района входило 2 посёлка городского типа (Гусь-Железный и Сынтул) и 12 сельсоветов: Алексеевский, Анемнясевский, Вырковский, Гиблицкий, Иберудусский, Китовский, Клетинский, Колесниковский, Кочемарский, Мягковский, Погостинский, Чаурский.
В июне 1959 года район был упразднён, а его территория была передана в состав Касимовского и Тумского районов.